# Институт полярных исследований имени Скотта
Институт полярных исследований имени Скотта (англ. Scott Polar Research Institute) — кафедра факультета географии Кембриджского университета Великобритании, научно-исследовательский центр и крупнейшая в мире библиотека и архив материалов в области исследований Арктики и Антарктики.

## История образования
Институт был основан в 1920 году на средства от общественных пожертвований как национальный мемориал капитану Роберту Фолкону Скотту и его товарищам, погибшим в 1912 году при возвращении с Южного полюса Земли. Основателями института были Фрэнк Дебенхем (директор с 1920 по 1937 год), Джеймс Уорди (директор с 1937 по 1955 год) и Реймонд Пристли — учёные, участники полярных экспедиций Роберта Скотта и Эрнеста Шеклтона. Первоначально институт занимал одну комнату в здании Музея наук о Земле в Кембридже, а в 1934 году переехал в здание на Ленсфилд-Роад, где сейчас и располагается. На фронтоне здания над входом в Институт выгравирована фраза сэра Герберта Фишера (в прошлом ректора Нью-Колледжа Оксфорда): «Quaesivit arcana poli videt dei» — «Он стремился постичь тайну полюса, а обнаружил незримый образ Бога» (англ. He sought the secret of the pole but found the hidden face of God).

## Научная деятельность
Сферой научной деятельности института являются вопросы, связанные с изучением полярных регионов планеты в таких областях как гляциология, геология, география, этнология, изучение влияния таяния ледников на мировой океан (и наоборот) (англ.  Glacimarine environment) и т. д. В штате института работают около 60 сотрудников из числа научного и административного персонала, а также аспиранты, соискатели и участники различных научно-исследовательских программ.
В тесном контакте с институтом работают:
- Британская Антарктическая миссия[англ.]
- Программа по изучению арктического шельфа (англ. Cambridge Arctic Shelf Programm)
- Международное гляциологическое общество
- Международная комиссия по промыслу китов
- Научный комитет антарктических исследований[англ.]
- Всемирный дата-центр гляциологии (англ. World Data Centre for Glaciology)

Он также является представительством некоторых из них.
В институте собрана крупнейшая в мире библиотека по полярной тематике. В его архиве хранится уникальная коллекция опубликованных научных, а также рукописных материалов по всему спектру исследовательских работ в Арктике и Антарктике. Для прикладных задач она, поэтому, является главным источником информации по таким вопросам как разведка и разработка природных ресурсов и экологические последствия такой деятельности в полярных регионах, выбор морских путей исходя из ледовой обстановки, источник знаний по проблемам строительства и транспорта в экстремальных условиях крайнего севера и юга. В библиотеке также находятся многочисленные коллекции фотографий и кинодокументалистика, рассказывающие об истории освоения полярных регионов, в том числе материалы экспедиций Скотта и Шеклтона. В институте также функционирует Всемирный дата-центр гляциологии, финансируемый Лондонским королевским обществом.
В 1999 году библиотека института пополнилась Мемориальной библиотекой Шеклтона.

### Направления исследовательской деятельности
На базе института работают несколько исследовательских групп по различным научным направлениям деятельности, среди них:

#### Группа гляциологии и изменения климата
Эта группа работает над изучением ледников, ледяных шапок и щитов, морского льда, пресноводного льда, состояния вечной мерзлоты и т. п.

#### Glacimarine Environments группа
Группа изучает взаимодействие полярных льдов и океана, влияние таяния последних на мировой климат (и наоборот, соответственно).

#### Группа дистанционного зондирования полярного ландшафта
С помощью спутников, точных измерений на местах и компьютерного моделирования группа занимается изучением изменения полярного ландшафта, к примеру таяния Шельфового ледника Ларсена, стремительным отступлением льда в западном секторе Антарктиды, состояния снега и льда на севере Канады. Эта работа вносит большой вклад в понимание процессов изменения климата.

#### Группа полярных социальных исследований
Междисциплинарная группа, занимающаяся антропологией, этнографией, историей коренных народов крайнего севера. В спектр решаемых ею задач входит также формирование политики природопользования в полярных регионах.

## Полярный музей

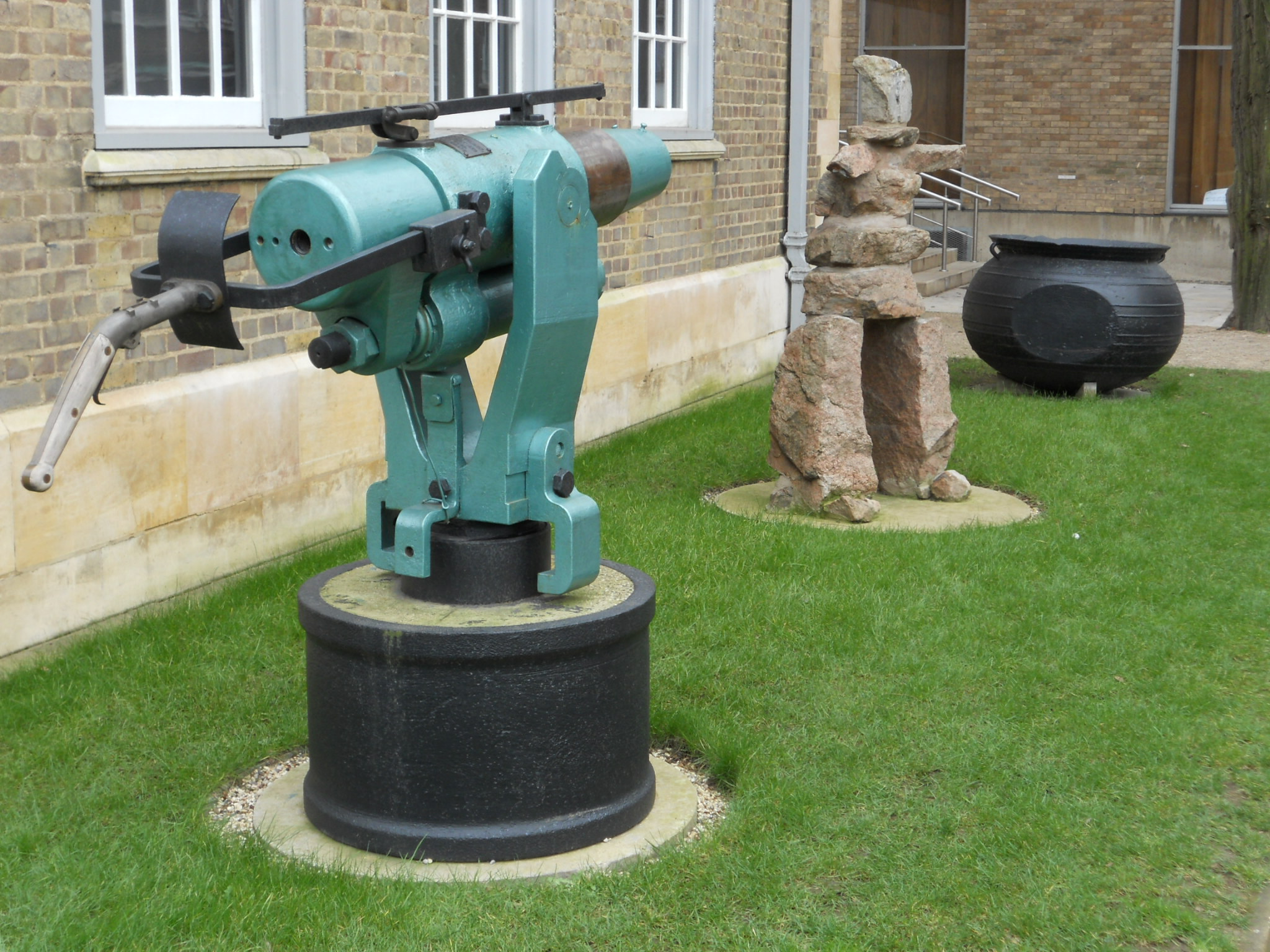
Китобойная гарпунная пушка на территории музея

В институте полярных исследований действует Полярный музей, в котором представлены уникальные экспонаты истории полярных исследований (особенно героической эпохи великих открытий) — картины, рисунки, фотографии, киноплёнка, диапозитивы и другие материалы. Музей был открыт в 2010 году после капитального ремонта. В помещениях музея воссоздана захватывающая атмосфера полярных пейзажей за счёт искусного использования света и цвета. Вход в музей свободный и открыт всем желающим со вторника по субботу с 10.00 по 14.00.
Музей является одним из восьми музеев, входящих в Консорциум музеев Кембриджского университета.
Полярный музей Института полярных исследований имени Скотта анонсировал запуск специальной компьютерной сети Polar Museums Network (PMN), объединяющей ведущие полярные музеи мира с целью углубления знаний истории полярных исследований и её популяризации . Планируется, что PMN будет способствовать более широкому сотрудничеству среди полярных музеев в таких областях, как проведение выставок, совместных исследований, содействовать обмену информацией и идеями между партнерами..